# Omiš (OOB-31)
Le bateau de patrouille côtière Omiš (OOB-31) est un navire de guerre de la flotte de la marine militaire croate. Il s'agit d'un prototype de navire de patrouille, construit à Brodosplit pour les besoins de la Garde côtière croate. Avec le temps, cette nouvelle classe Omiš  remplacera tous les navires de patrouille de la classe Mirna.

## Historique
L'objectif principal de cet OOB (en croate : Obalni Ophodni Brod, bateau de patrouille côtière) sera d'assurer la surveillance et la protection surveiller les intérêts de la République de Croatie dans la zone économique exclusive. Les navires futurs seront également utilisés pour soutenir la population des îles et participer aux opérations de recherche et sauvetage en mer. Pendant la guerre, des patrouilleurs côtiers peuvent être utilisés pour protéger les eaux intérieures et pour des tâches de combat et de soutien logistique.